# Laura Giordano (Sportlerin)
Laura Giordano (* 6. Januar 1977) ist eine ehemalige italienische Triathletin und Leichtathletin. Sie ist Marathon-Staatsmeisterin des Jahres 2009.

## Werdegang
Laura Giordano begann 2001 in mehreren Laufdisziplinen in der Leichtathletik und wechselte dann zum Duathlon und Triathlon. Nach einigen Starts beim Marathonlauf kehrte sie wieder zum Duathlon zurück. 2003 wurde sie Dritte bei der Europameisterschaft auf der Duathlon-Kurzdistanz. Im Folgejahr wurde sie Dritte bei der Weltmeisterschaft im belgischen Geel.
Später wechselte sie erneut zum Marathon und 2007 wurde sie Sechste beim Mailand-Marathon und 2008 Zweite beim Treviso-Marathon. Im September 2008 wurde sie Fünfte bei der Duathlon-Weltmeisterschaft.

### Italienische Meisterin Marathon 2009
Im März 2009 wurde sie als Gesamtsiegerin in Treviso italienische Marathonmeisterin. Auf dem wegen seines Gefälles nicht bestenlistentauglichen Kurs erzielte sie eine Zeit von 2:35:36 h.
2010 wurde sie Dritte in Treviso und mit ihrer persönlichen Bestzeit von 2:40:36 h Achte beim Venedig-Marathon. 2014 und 2015 konnte sie erneut den Treviso-Marathon für sich entscheiden.

## Sportliche Erfolge
| Datum/Jahr    | Rang | Wettbewerb                          | Austragungsort | Zeit     | Bemerkung                                        |
| ------------- | ---- | ----------------------------------- | -------------- | -------- | ------------------------------------------------ |
| 23. Mai 2009  | 13   | ETU Duathlon European Championships | Budapest       | 02:09:48 |                                                  |
| 27. Sep. 2008 | 5    | ITU Duathlon World Championships    | Rimini         | 02:05:09 | Duathlon-Weltmeisterschaft                       |
| 24. Mai 2008  | 4    | ETU Duathlon European Championships | Serres         | 02:00:41 |                                                  |
| 30. Mai 2004  | 3    | ITU Duathlon World Championships    | Geel           | 02:00:52 | Duathlon-Weltmeisterschaft auf der Kurzdistanz   |
| 25. Okt. 2003 | 3    | ETU Duathlon European Championships | Varallo        | 02:08:24 | Duathlon-Europameisterschaft auf der Kurzdistanz |

| Datum/Jahr    | Rang | Wettbewerb       | Austragungsort | Zeit     | Bemerkung                      |
| ------------- | ---- | ---------------- | -------------- | -------- | ------------------------------ |
| 1. März 2015  | 1    | Treviso-Marathon | Treviso        | 02:39:29 |                                |
| 2. März 2014  | 1    | Treviso-Marathon | Treviso        | 02:46:36 |                                |
| 14. März 2010 | 3    | Treviso-Marathon | Treviso        |          |                                |
| 29. März 2009 | 1    | Treviso-Marathon | Treviso        | 02:35:36 | italienische Marathonmeisterin |
| 30. März 2008 | 2    | Treviso-Marathon | Treviso        |          |                                |

(DNF – Did Not Finish)